# Skibidi Toilet
Skibidi Toilet, est une web-série machinima, créée par Alexey Gerasimov et diffusée sur sa chaîne YouTube DaFuq!?Boom! Produite à l'aide de Source Filmmaker, la série suit une guerre fictive entre des toilettes à tête humaine et des personnages humanoïdes dotés d'appareils électroniques à la place de la tête.
Après la publication du premier court métrage en février 2023, Skibidi Toilet devient un mème Internet viral sur divers réseaux sociaux, en particulier au sein de la génération Alpha. Les critiques ont vu dans cette série la première incursion de la génération Alpha dans la culture Internet, en concurrence avec la génération Z, plus âgée.

## Synopsis
Skibidi Toilet raconte les événements d'une guerre fictive entre des hommes à tête de caméra, de haut-parleur ou de télévision, et les Skibidi Toilets, une race extraterrestre prenant l’apparence de toilettes avec des têtes d'hommes ou de femmes et n'ayant que comme langage le « Skibidi ». Dirigés par le G-Toilet (personnage inspiré du G-Man dans la série de jeux vidéos Half-Life), ils ont comme ambition de conquérir la Terre, en éliminant toute opposition,. G-Toilet, qui est sous les ordres des Astro-Toilets, sa race d'origine qui se trouve dans l'espace, doit conquérir la terre avec l'armée qu'il a créée sur Terre, finira par perdre sa confiance aux Astros dû à sa défaite à l'épisode 57 et à sa dispute à l'épisode 60 avec les deux soldats d'élite des Astros. À partir de l'épisode 74, les Astros ont commencé à envahir la Terre. Les Skibidi Toilets et l'alliance n'ont d'autre choix que de s'allier pour vaincre les Astros.

## Production

Illustration de Skibidi Toilet.

Alexey Gerasimov (russe : Алексей Герасимов, né en 1997 ou 1998), crée sa chaîne YouTube DaFuq!?Boom! le 6 juin 2016. Lors d'une interview du site web Cartoon Brew, Alexey révèle qu'il est enseignant en animation en autodidacte depuis neuf ans. Il utilise le logiciel Source Filmmaker et explique : « Cela me permet de travailler plus facilement et plus rapidement avec les ressources dont j'ai besoin pour l'animation, la réalisation, l'écriture et le montage moi-même, bien que j'aie une personne qui m'aide à obtenir les actifs dont j'ai besoin. »
Vers la fin de l'année 2022, deux mèmes apparaissent sur Internet, le premier sur l'État américain d'Ohio, la présentant comme un état qui serait infesté de phénomènes paranormaux où il ne faudrait absolument ne pas y mettre les pieds ; le deuxième sur un remix de la musique Give It to Me de Timbaland avec Nelly Furtado et Justin Timberlake en featuring.
Dorkiopork, ami d'Alexey Gerasimov et animateur de vidéos drôles et de web-séries sur Source Filmmaker est déjà connu sur YouTube. Dorkiopork a donné  l'idée d'associer les deux mèmes pour créer la série Skibidi Toilet. C'est le 8 février 2023 qu'il sort leur fameux short nommé « Skibidi Toilet in Ohio », faisant référence au mème sur l'Ohio et donc aux phénomènes paranormaux qui s'y passent (selon le mème) puis en utilisant le remix de Give It to Me.
La vidéo connaît un succès retentissant aux États-Unis et peu de temps après,  dans le monde entier. DaFuq!?Boom! s'empresse alors de créer d'autres vidéos sur le sujet. Après 8 shorts créés, il décide de faire de Skibidi Toilet une réelle web-série à partir du 9e épisode. Par la suite, Dorkiopork abandonne le projet pour se concentrer sur sa santé mentale, tandis que DaFuq!?Boom! continue de produire les animations.

## Épisodes
La série est divisée en neuf arcs narratifs. Chaque saison est composée de trois épisodes, sauf pour les deux premières, qui en comptent quatre chacune. Les titres ne sont disponibles qu'en anglais.

## Accueil
Skibidi Toilet obtient un grand succès sur YouTube,. Le premier épisode ayant obtenu 102 millions de vues, le créateur Alexey Gerasimov continue à en produire. En novembre 2023, sous format vidéo, l'épisode le plus visionné, avec 105 millions de vues, est l'épisode 60, intitulé Astro Toilets Are Mad on G-Toilet's Failures, tandis que sous format « short », c'est l'épisode 17, avec 300 millions de vues, intitulé Skibidi Bosses Gather: Will Cameramen Succeed?[source secondaire nécessaire].
Le magazine Dazed qualifie Skibidi Toilet de « frénétique, imprévisible, drôle et parfois véritablement troublant ». In the Know de Yahoo! compare le style d'animation à celui d'un jeu mobile, le décrivant comme ayant « des mouvements hachés et des expressions faciales exagérées ». Cartoon Brew, un site web consacré à l'animation, déclare que si Skibidi Toilet « peut sembler un peu grossier par rapport aux films des grands studios [...] il ne fait aucun doute que Gerasimov est un cinéaste qui comprend le rythme, le travail de la caméra, la conception sonore et la manière de raconter une histoire ».
De nombreuses publications ont mis en avant un tweet viral dans lequel l'utilisateur @AnimeSerbia qualifiait la série de Slender Man de génération Alpha,. Insider affirme que la série illustre le début de la montée en puissance d'une nouvelle génération, en prenant pour exemple la relation entre les millenniaux et la génération Z, une position reprise par Indy100, qui déclare que « [la génération Z] sera confrontée aux mêmes moqueries et ridicules que les millenniaux ». News.com.au estime que « [la série] est un rappel opportun que la génération Alpha se profile à l'horizon ».
Le Washington Post souligne le caractère unique de la série, qui crée un récit entièrement à partir de vidéos de courte durée, et remarque la capacité de YouTube à rester pertinent tout en étant en concurrence avec TikTok. Adam Bumas, dans un article invité pour la lettre d'information de Ryan Broderick, Garbage Day, remarque que la série s'appuie sur une « esthétique Internet bizarre, créant un élément nostalgique ». Business Insider fait écho à cela, en remarquant l'utilisation par la série de vieilles images de jeux vidéo.
Le 17 décembre 2024, Skibidi Toilet obtient une collaboration avec Fortnite sous forme d'un skin dans la boutique, le personnage de Cameraman.